# مصالح الشرطة القضائية للولاية (الجزائر)
مصالح الشرطة القضائية للولاية وجدت هذه المصالح منذ الاستقلال بجميع وحداتها على مستوى الولايات وتشرف على ممارسة الضبطية القضائية والفرق المتنقلة للشرطة القضائية، ولها فروع على مستوى:
- أمن الدوائر: شعبة الشرطة القضائية.[2]
- الأمن الحضري: مكاتب الشرطة القضائية.[2]

## الضبطية القضائية
يمارس القضاة و الضباط و الأعوان والموظفين المؤهلين الشرطة القضائية وفق القانون الجزائري ويقوم بتسييرها وكيل الجمهورية ويشرف عليها النائب العام في دائرة اختصاص كل مجلس قضاء وتراقبها غرفة الاتهام التابعة لنفس المجلس، وهي مكلفة بتسجيل كل مخالفة لقانون العقوبات وجمع الأدلة والبحث عن الجنات مادام لم يتم فتح التحقيق بعد.